# مجید صادقی (بسکتبالیست)
مجید صادقی (زادهٔ ۲۶ تیر ۱۳۷۰ در مشهد) بازیکن حرفه‌ای بسکتبال اهل ایران است. او با قد ۲۰۶ سانتی‌متر و وزن ۱۰۸ کیلوگرم، در پست‌های سنتر و پاور فوروارد بازی می‌کند. صادقی در سال‌های اخیر در تیم‌های مختلفی از جمله تیم بسکتبال طبیعت، اویژه صنعت پارسا  حضور داشته‌است.
او از بازیکنان تاثیرگذار در قهرمانی طبیعت در لیگ برتر ایران در سال ۱۴۰۲ بوده‌است و با بازی‌های درخشان خود در رقابت‌های ملی و دانشجویی، توجه رسانه‌ها را به خود جلب کرده‌است.

## افتخارات
- قهرمانی لیگ برتر بسکتبال ایران با تیم طبیعت
- نایب قهرمانی نایب قهرمانی لیگ ملی بسکتبال ایران با تیم اویژه صنعت
- نایب قهرمانی مسابقات المپیاد دانشجویی کشور
- نایب قهرمانی لیگ دسته دوم بسکتبال ایران

## زندگی شخصی
مجید صادقی متولد مشهد است و علاوه بر فعالیت حرفه‌ای در بسکتبال، در زمینه توسعهٔ فردی، بازسازی ذهن و بدن، و تولید محتوای انگیزشی نیز فعال است. او علاقه‌مند به کشف توانایی‌های فراموش‌شدهٔ انسان و قدرت ذهن در بازسازی بدن می‌باشد.

## سوابق
- هشت سال سابقه بازی در لیگ‌ برتر [۱][۲][۳][۴][۵][۶][۷][۸][۹][۱۰]
- نایب قهرمانی المپیاد دانشجویان کشور با تیم دانشگاه آزاد گلبهار ۹۵-۹۴
- نایب قهرمانی لیگ ملی بسکتبال سال نود پنج